# شمال از جنوب غربی
 شمال از جنوب غربی  یک فیلم ایرانی به کارگردانی حمید زرگرنژاد محصول سال ۱۴۰۳ است. این اثر ششمین تجربه کارگردانی زرگرنژاد پس از فیلم شماره ۱۰ می‌باشد.
این فیلم در ۱۳ رشته از جمله بهترین فیلمنامه، بهترین فیلم، و بهترین موسیقی نامزد دریافت سیزده سیمرغ بلورین از چهل و سومین دوره جشنواره فیلم فجر شد و جایزه سیمرغ بلورین بهترین کارگردانی، بهترین بازیگر نقش اول مرد و بهترین فیلمبرداری را دریافت کرد. این اثر در دیدگاه منتقدین سینما از جمله مسعود فراستی مورد تمجید قرار گرفت.

این فیلم در هجدهمین جشنواره بین المللی فیلم مقاومت در هشت رشته کاندید و چهار جایزه اصلی از این دوره از رقابت ها را از جمله بهترین فیلم را به خود اختصاص داد.

## داستان
عراق در دوران جنگ با ایران، تصمیم می‌گیرد یک کامیون پر از مواد منفجره را وارد ایران کرده و در یکی از نقاط حساس کشور آن را منفجر کند. مأموران اطلاعاتی ایران با مطلع شدن از این موضوع، کامیون مذکور را زیرنظر می‌گیرند؛ اما کامیون در یکی از استان‌های شمالی کشور ناپدید می‌شود و…

## بازیگران
| بازیگر             | نقش   |
| ------------------ | ----- |
| مصطفی زمانی        | مهدی  |
| امیر آقایی         | بابک  |
| بهناز جعفری        | زهره  |
| مهدی احمدی         | جعفر  |
| علی دهکردی         | میرزا |
| مهدی زمین پرداز    | یحیی  |
| هومن حاجی عبداللهی | مجید  |
| خاطره اسدی         | سارا  |
| امیررضا دلاوری     | ناصر  |
| سیامک صفری         | حبیب  |
| رضا توکلی          | شفیع  |
| مجید پتکی          |       |
| محمدرسول صفری      | ایرج  |
| بهزاد جعفری        | بهزاد |

## جوایز
- برنده سیمرغ بلورین بهترین کارگردانی به حمید زرگرنژاد در چهل و سومین جشنواره فیلم فجر ۱۴۰۳[۵]
- برنده سیمرغ بلورین بهترین بازیگر نقش اول مرد به مصطفی زمانی در چهل و سومین جشنواره فیلم فجر ۱۴۰۳[۵]
- برنده سیمرغ بلورین بهترین فیلمبرداری به علی محمد قاسمی در چهل و سومین جشنواره فیلم فجر ۱۴۰۳[۵]
- بهترین فیلم هجدهمین جشنواره بین‌المللی فیلم مقاومت
- بهترین تدوین حمید زرگرنژاد هجدهمین جشنواره بین المللی فیلم مقاومت
- بهترین فیلمنامه حمید زرگرنژاد هجدهمین جشنواره بین المللی فیلم مقاومت
- بهترین بازیگر نقش اول زن بهناز جعفری هجدهمین جشنواره بین المللی فیلم مقاومت